# Liste der Baudenkmäler in Sexten
Die Liste der Baudenkmäler in Sexten (italienisch Sesto) enthält die 18 als Baudenkmäler ausgewiesenen Objekte auf dem Gebiet der Gemeinde Sexten in Südtirol.
Basis ist das im Internet einsehbare offizielle Verzeichnis der Baudenkmäler in Südtirol. Dabei kann es sich beispielsweise um Sakralbauten, Wohnhäuser, Bauernhöfe und Adelsansitze handeln. Die Reihenfolge in dieser Liste orientiert sich an der Bezeichnung, alternativ ist sie auch nach der Adresse oder dem Datum der Unterschutzstellung sortierbar.

## Liste
| Foto |                 | Bezeichnung                                                                | Standort                                                 | Eintragung                  | Beschreibung | Metadaten                                                 |
| ---- | --------------- | -------------------------------------------------------------------------- | -------------------------------------------------------- | --------------------------- | --- | --------------------------------------------------------- |
| ja   | Datei hochladen | Bieler mit Kornkasten ID: 17329                                            | 46° 42′ 41″ N, 12° 20′ 3″ O                              | 8. Sep. 1986 (BLR-LAB 4972) | Ländliches Wohnhaus/Bauernhof | KG: Sexten Bauparzelle: 13, 14                            |
| ja   | Datei hochladen | Festung Mitterberg ID: 17343                                               | 46° 41′ 57″ N, 12° 22′ 6″ O                              | 8. Sep. 1986 (BLR-LAB 4972) | Befestigungsanlagen | KG: Sexten Grundparzelle: 1629/3                          |
| ja   | Datei hochladen | Hotel Drei Zinnen ID: 17342                                                | St.-Josef-Straße 28 46° 41′ 15″ N, 12° 22′ 4″ O          | 8. Sep. 1986 (BLR-LAB 4972) | Bau von Architekt Clemens Holzmeister, 1930 errichtet; an der Südfassade Fresko von Rudolf Stolz (Maria mit Kind, Johannes und Michael); in einem Innenraum weitere Fresken von Rudolf Stolz (Tarockkarten); Stiegengeländer von Holzmeister entworfen. Im Speisesaal weiteres Fresko von Rudolf Stolz.                                                            | KG: Sexten Bauparzelle: 484                               |
| ja   | Datei hochladen | Hotel Innerkofler ID: 17341                                                | 46° 39′ 55″ N, 12° 21′ 18″ O                             | 8. Sep. 1986 (BLR-LAB 4972) | Hotel; heute Hotel Alte Post | KG: Sexten Bauparzelle: 367                               |
| ja   | Datei hochladen | Huter ID: 17338                                                            | St.-Josef-Straße 11 46° 41′ 30″ N, 12° 21′ 55″ O         | 8. Sep. 1986 (BLR-LAB 4972) | Einhof mit tonnengewölbten Laben und Küche mit Stichkappen; Stube mit einfachem Leistengetäfel | KG: Sexten Bauparzelle: 294                               |
| ja   | Datei hochladen | Kapelle beim Gasthof Goldenes Kreuz ID: 17332                              | neben St.-Veit-Weg 4 46° 42′ 5″ N, 12° 21′ 7″ O          | 8. Sep. 1986 (BLR-LAB 4972) | Profanierte Kapelle mit abgewalmtem Schindeldach und Kreuzgratgewölbe | KG: Sexten Bauparzelle: 143/2                             |
| ja   | Datei hochladen | Kapelle beim Reider ID: 17344                                              | 46° 42′ 0″ N, 12° 21′ 50″ O                              | 8. Sep. 1986 (BLR-LAB 4972) | Kapelle | KG: Sexten Grundparzelle: 1671                            |
| ja   | Datei hochladen | Kornkasten beim Kiniger ID: 17335                                          | 46° 41′ 55″ N, 12° 21′ 40″ O                             | 8. Sep. 1986 (BLR-LAB 4972) | Kornkasten | KG: Sexten Bauparzelle: 226/2                             |
| ja   | Datei hochladen | Kornkasten beim Pfeif ID: 17334                                            | 46° 42′ 8″ N, 12° 21′ 59″ O                              | 8. Sep. 1986 (BLR-LAB 4972) | Kornkasten | KG: Sexten Bauparzelle: 198                               |
| ja   | Datei hochladen | Mitterroggen ID: 17328                                                     | 46° 42′ 44″ N, 12° 19′ 48″ O                             | 8. Sep. 1986 (BLR-LAB 4972) | Ländliches Wohnhaus/Bauernhof | KG: Sexten Bauparzelle: 11                                |
| ja   | Datei hochladen | Obergisser ID: 17336                                                       | 46° 41′ 20″ N, 12° 21′ 55″ O                             | 8. Sep. 1986 (BLR-LAB 4972) | Ländliches Wohnhaus/Bauernhof, charakteristisches Handwerkerhaus mit spätbarocker Stube, um 1800 erbaut. | KG: Sexten Bauparzelle: 281                               |
| ja   | Datei hochladen | Obergolser ID: 50530                                                       | 46° 41′ 44″ N, 12° 21′ 54″ O                             | 22. März 2010 (BLR-LAB 500) | Ländliches Wohnhaus/Bauernhof | KG: Sexten Bauparzelle: 235                               |
| ja   | Datei hochladen | Peter ID: 17330                                                            | Schmiedenstraße 20 46° 42′ 18″ N, 12° 20′ 39″ O          | 8. Sep. 1986 (BLR-LAB 4972) | Fassadenmalerei (St. Florian), Fensterumrahmungen; Oberstube mit reicher Stuckdecke, untere Stube mit spätbarockem Getäfel; geschnitzte Pilasterkapitelle | KG: Sexten Bauparzelle: 80                                |
| ja   | Datei hochladen | Pfarrkirche St. Peter und Paul mit Friedhofskapelle und Friedhof ID: 17331 | Kirchweg 2/C 46° 42′ 9″ N, 12° 21′ 2″ O                  | 8. Sep. 1986 (BLR-LAB 4972) | Die Kirche wurde 1825 durch A. Mutschlechner errichtet; 1921/22 nach den Bombenschäden wieder aufgebaut; Glockenturm mit Zwiebelkuppel; dreiseitiger Chorschluss, Fassade mit Rundbogenportal, Statuennischen; Flachkuppelgewölbe, Pilastergliederung, Lünetten; Deckengemälde von Rudolf Stolz, 1923; Friedhofskapelle mit Fresken der Gebrüder Stolz (Totentanz) | KG: Sexten Bauparzelle: 124/1, 124/2 Grundparzelle: 960/2 |
| ja   | Datei hochladen | St. Josef in Moos ID: 17337                                                | Heideckstraße 1 46° 41′ 23″ N, 12° 22′ 0″ O              | 8. Sep. 1986 (BLR-LAB 4972) | Achteckiger Bau mit polygonalem Chorschluss, über der Tür die Jahreszahl 1717; Turm mit Pyramidendach auf Oktogon. Im Altarraum Tonne, im Schiff Kuppelgewölbe; Deckengemälde von Rudolf Stolz, 1922 | KG: Sexten Bauparzelle: 287                               |
| ja   | Datei hochladen | St. Valentin in Moos ID: 17339                                             | neben Fischleintalstraße 31 46° 40′ 48″ N, 12° 21′ 53″ O | 8. Sep. 1986 (BLR-LAB 4972) | Hölzerner Dachreiter mit Pyramide, Rechtecktür, Fenster, Spitztonne über Pilastern, Schindeldach | KG: Sexten Bauparzelle: 324                               |
| ja   | Datei hochladen | Touristenhaus ID: 17340                                                    | 46° 39′ 56″ N, 12° 21′ 12″ O                             | 8. Sep. 1986 (BLR-LAB 4972) | Ländliches Wohnhaus/Bauernhof | KG: Sexten Bauparzelle: 365                               |

Falls bei einem Baudenkmal keine Koordinaten bekannt sind, werden ersatzweise die Katasterdaten zum Zeitpunkt der Unterschutzstellung angegeben. Diese sind weder offiziell noch zwingend aktuell.
Die vom Landesdenkmalamt übernommenen Adressen können veraltet sein.
| Foto:   | Fotografie des Denkmals. Klicken des Fotos erzeugt eine vergrößerte Ansicht. Daneben finden sich zwei Symbole: |
| ID      | Identifikator beim Südtiroler Landesdenkmalamt                                                                 |
| KG      | Katastralgemeinde                                                                                              |
| MD      | Ministerialdekret                                                                                              |
| BLR-LAB | Beschluss der Landesregierung – Landesausschussbeschluss                                                       |

## Ehemalige Baudenkmäler
| Foto |                 | Bezeichnung       | Standort                             | Eintragung                  | Beschreibung | Metadaten                   |
| ---- | --------------- | ----------------- | ------------------------------------ | --------------------------- | --- | --------------------------- |
| ja   | Datei hochladen | Forcher ID: 17333 | Bergweg 1 46° 42′ 6″ N, 12° 21′ 8″ O | 8. Sep. 1986 (BLR-LAB 4972) | Ländliches Wohnhaus/Bauernhof Harmonischer Bau Spätbarocke Stube mit Leistengetäfel und geschnitztem Mittelstück (Maria Signum I.W. 1825 Vivat) Denkmalschutz mit BLR-LAB 1396 vom 18. Dezember 2018 aufgehoben. | KG: Sexten Bauparzelle: 144 |

Falls bei einem Baudenkmal keine Koordinaten bekannt sind, werden ersatzweise die Katasterdaten zum Zeitpunkt der Unterschutzstellung angegeben. Diese sind weder offiziell noch zwingend aktuell.
Die vom Landesdenkmalamt übernommenen Adressen können veraltet sein.
| Foto:   | Fotografie des Denkmals. Klicken des Fotos erzeugt eine vergrößerte Ansicht. Daneben finden sich zwei Symbole: |
| ID      | Identifikator beim Südtiroler Landesdenkmalamt                                                                 |
| KG      | Katastralgemeinde                                                                                              |
| MD      | Ministerialdekret                                                                                              |
| BLR-LAB | Beschluss der Landesregierung – Landesausschussbeschluss                                                       |